# Marc Robine
Marc Robine (Casablanca, Marroc el 1950 - Nimes, agost del 2003) va ser un cantant, músic actor i historiador de la cançó francesa. Autor d'algunes biografies de cantants (Georges Brassens, Jacques Brel, Francis Cabrel, Julien Clerc…) i d'una antologia de la cançó francesa tradicional.
Té una versió francesa de L'estaca de Lluís Llach.

## Discografia
- L'errance
- Du temps des chevaux au temps des cerises
- Poetique attitude